# Arne Hertz
Arne Hertz, född 6 juni 1939, är en svensk före detta rallykartläsare. 
Han vann rally-VM 1983 med Hannu Mikkola i Audi. Han har även varit kartläsare åt Stig Blomqvist och Armin Schwarz samt Ove Andersson. Med Andersson vann Hertz 1975 års upplaga av Safarirallyt.